# ارتم دنیلیوک
ارتم دنیلیوک (اوکراینی: Артем Юрійович Данилюк؛ زادهٔ ۶ ژوئیهٔ ۲۰۰۱) بازیکن فوتبال اهل اوکراین است.
وی همچنین در تیم‌های ملی فوتبال Ukraine national under-16 football team, Ukraine national under-17 football team، و Ukraine national under-18 football team بازی کرده‌است.